# GNF 1 (2020/2021)
GNF 1 (2020/2021) – 65. sezon walki o mistrzostwo Maroka w piłce nożnej. Sezon rozpoczął się 4 grudnia 2020 roku, zakończył się 28 maja 2021. Tytułu broni Raja Casablanca.

## Drużyny
Na podstawie:
| Uczestnicy poprzedniej edycji                                                                                 | Uczestnicy poprzedniej edycji | Uczestnicy poprzedniej edycji | Uczestnicy poprzedniej edycji |
| --- | ----------------------------- | ----------------------------- | ----------------------------- |
| RAC | Raja Casablanca               | 1                             |                               |
| WYC | Wydad Casablanca              | 2                             |                               |
| RSB | Renaissance Berkane           | 3                             |                               |
| FUS | FUS Rabat                     | 4                             |                               |
| MCO | Mouloudia Oujda               | 5                             |                               |
| FAR | FAR Rabat                     | 6                             |                               |
| MAT | Moghreb Tétouan               | 7                             |                               |
| RCOZ | Rapide Oued Zem               | 8                             |                               |
| HAG | Hassania Agadir               | 9                             |                               |
| CAYB | Youssoufia Berrechid          | 10                            |                               |
| DIF | Difaâ El Jadida               | 11                            |                               |
| RCAZ | Renaissance Zemamra           | 12                            |                               |
| OCS | Olympic Safi                  | 13                            |                               |
| IRT | Ittihad Tanger                | 14                            |                               |
| Awans z GNF 2 2019/2020                                                                                       |                               |                               |                               |
| SCCM | Chabab Mohammédia             | 1                             |                               |
| MAF | Maghreb Fez                   | 2                             |                               |
| Oznaczenia: - kolumna pierwsza – skróty nazw drużyn, - kolumna trzecia – miejsce zajęte w poprzednim sezonie. |                               |                               |                               |

## Tabela ligowa
| Lp. | Drużyna                 | M  | Z  | R  | P  | Bramki | Bramki | Różn. | Pkt | Uwagi                         |
| --- | ----------------------- | -- | -- | -- | -- | ------ | ------ | ----- | --- | ----------------------------- |
| 1   | Wydad Casablanca (M)    | 30 | 20 | 7  | 3  | 58     | 26     | +32   | 67  | Awans do Ligi Mistrzów        |
| 2   | Raja Casablanca         | 30 | 17 | 8  | 5  | 48     | 26     | +22   | 59  | Awans do Ligi Mistrzów        |
| 3   | FAR Rabat               | 30 | 14 | 9  | 7  | 39     | 29     | +10   | 51  | Awans do Pucharu Konfederacji |
| 4   | Renaissance Berkane     | 30 | 13 | 6  | 11 | 37     | 26     | +11   | 45  |                               |
| 5   | Mouloudia Oujda         | 30 | 12 | 6  | 12 | 38     | 35     | +3    | 42  |                               |
| 6   | Hassania Agadir         | 30 | 9  | 10 | 11 | 23     | 24     | −1    | 37  |                               |
| 7   | Maghreb Fez             | 30 | 7  | 15 | 8  | 30     | 34     | −4    | 36  |                               |
| 8   | Ittihad Tanger          | 30 | 10 | 6  | 14 | 29     | 36     | −7    | 36  |                               |
| 9   | Chabab Mohammédia       | 30 | 7  | 14 | 9  | 26     | 25     | +1    | 35  |                               |
| 10  | FUS Rabat               | 30 | 8  | 11 | 11 | 32     | 36     | −4    | 35  |                               |
| 11  | Difaâ El Jadida         | 30 | 9  | 8  | 13 | 32     | 40     | −8    | 35  |                               |
| 12  | Olympic Safi            | 30 | 8  | 11 | 11 | 30     | 41     | −11   | 35  |                               |
| 13  | Rapide Oued Zem         | 30 | 7  | 12 | 11 | 28     | 36     | −8    | 33  |                               |
| 14  | Youssoufia Berrechid    | 30 | 7  | 12 | 11 | 23     | 33     | −10   | 33  |                               |
| 15  | Moghreb Tétouan (S)     | 30 | 6  | 14 | 10 | 36     | 43     | −7    | 32  | Spadek do GNF 2               |
| 16  | Renaissance Zemamra (S) | 30 | 7  | 9  | 14 | 31     | 40     | −9    | 30  | Spadek do GNF 2               |